# Kadarkút
Kadarkút är en stad i provinsen Somogy i Ungern. Staden hade 2 384 invånare (2019).

## Vänorter
- Veliko Trojstvo, Kroatien
- Voitsberg, Österrike